# Ulrik Vestergaard Knudsen
Ulrik Vestergaard Knudsen (født 14. februar 1969) er en dansk økonom, der siden januar 2019 har været vicegeneralsekretær ved OECD. Han er desuden tidligere departementschef i Udenrigsministeriet.
Han er uddannet cand.polit. fra Københavns Universitet 1994. Han har været fuldmægtig i Udenrigsministeriet 1994-98, tillige Danmarks repræsentant i forhandlinger på arbejdsgruppeniveau i EU og WTO 1994-98, ambassadesekretær ved Den Danske Ambassade i Moskva 1997, ekstern lektor ved Københavns Universitet 1997-98, ambassadesekretær ved Den Danske Ambassade i Washington D.C. 1998-2000, ministersekretær for udenrigsministeren 2000, ledende ministersekretær for udenrigsministeren 2001, presserådgiver for udenrigsministeren 2001-03, økonomisk rådgiver ved Den Danske Ambassade i London 2003-04, presse- og kontorchef i Ministersekretariatet, Udenrigsministeriet 2004-06, ambassadør og ministersekretariatschef, Udenrigsministeriet 2006-08, OECD- og UNESCO-ambassadør i Paris 2008-09, direktør for strategi i Udenrigsministeriet 2009-10, blev ambassadør og departementsråd, Statsministeriet 2010 og i april 2013 tiltrådte som Group Director for International Policy, Vodafone i London, hvor han var i en periode indtil at han d. 1. oktober 2013 tiltrådte i stillingen som departementschef i Udenrigsministeriet, hvor han efterfulgte Claus Grube.
Siden 1. januar 2005 har han været Ridder af Dannebrog. 1. januar 2014 blev han Ridder af 1. grad.
Han er gift med Anne Louise Terreni, og sammen har de tre døtre.